# Бекетов Володимир Миколайович
Бекетов Володимир Миколайович — (*1809 — †1883) — цензор Петербурзького цензурного комітету, третій (після П. Палаузова і Д. Мацкевича) цензор «Кобзаря» 1860.
Крім творів із «Чигиринського Кобзаря», поем «Гайдамаки», «Гамалія» і схвалених духовною цензурою «Псалмів Давидових», дозволив вмістити у цьому виданні і деякі твори, надруковані раніше (в «Ластівці», «Молодику», «Записках о Южной Руси» та інших). На його вимогу було вилучено вступ до поеми «Гайдамаки», більшу частину поезії «Думи мої, думи мої, лихо мені з вами» та інших. Цензурував і буквар «Южнороусский» Тараса Шевченка.